# The Bongos
The Bongos je americká hudební skupina původem z Hobokenu v New Jersey. Frontmanem kapely byl zpěvák a kytarista Richard Barone, dalšími členy původní sestavy byli baskytarista Rob Norris a bubeník Frank Giannini. Skupina vznikla v roce 1980 a své první album nazvané Drums Along the Hudson vydala v roce 1982. Po jeho vydání se ke kapele připojil kytarista James Mastro. Druhá deska, již v Mastrem v sestavě, vyšla roku 1985 pod názvem Beat Hotel. Skupina ukončila svou činnost v roce 1987 uprostřed natáčení své další desky. V roce 2006 byla původní tříčlenná sestava obnovena a ve spolupráci s hudebníkem Mobym nahrála bonusové písně pro reedici své první desky. Ve třech později odehráli i několik koncertů, nakonec se k nim připojil i Mastro. V roce 2013 bylo vydáno album Phantom Train, což je nahrávka, na které kapela pracovala před svým rozpadem v roce 1987.